# Odontopera edentata
Odontopera edentata är en fjärilsart som beskrevs av Hans Rebel 1910. Odontopera edentata ingår i släktet Odontopera och familjen mätare. Inga underarter finns listade i Catalogue of Life.